# Apichatpong Weerasethakul
Apichatpong Weerasethakul (in thailandese อภิชาติพงศ์ วีระเศรษฐกุล, Aphichatphong Wirasetthakun [ʔà.pʰí.tɕʰâːt.pʰōŋ wīː.rá.sèːt.tʰà.kūn]; Bangkok, 16 luglio 1970) è un regista, sceneggiatore e produttore cinematografico thailandese.
Conosciuto principalmente per Lo zio Boonmee che si ricorda le vite precedenti, Tropical Malady e Sud sanaeha, nel corso della sua carriera ha vinto diversi riconoscimenti, tra cui una Palma d'oro, due Premi della giuria e il Premio Un Certain Regard del Festival di Cannes. Tra i temi trattati nei suoi film sono presenti i sogni, la natura, la sessualità, il sovrannaturale e la percezione occidentale della Thailandia e dell'Asia; i lungometraggi da lui diretti mostrano una preferenza per strutture narrative non convenzionali e attori non professionisti.
Per quanto riguarda le elaborazioni delle immagini Apichatpong Weerasethakul si avvale del capo operatore inseparabile Sayombhu Mukdeeprom fin dal suo primo lungometraggio. Élie Raufaste su Cahiers du cinéma ricorda che quest'ultimo non gli ha fatto compagnia che due volte soltanto, in Tropical Malady e Cemetery of Splendour, motivato dalla collaborazione con Miguel Gomes in Les Mille et Une Nuits.

## Biografia
Nel 1999 lavora al suo primo lungometraggio, Dokfa nai meuman, realizzato con il contributo di Kick the Machine, casa di produzione da lui fondata nello stesso anno.
Ha vinto la Palma d'oro al Festival di Cannes 2010 con il film Lo zio Boonmee che si ricorda le vite precedenti e il premio della giuria al Festival di Cannes 2021 con il film Memoria.

## Filmografia

### Lungometraggi
- Dokfa nai mue man (2000)
- Sut saneha (2002)
- Huachai thanong, co-regista (2003)
- Tropical Malady (Satpralat) (2004)
- Saeng satawat (2006)
- Lo zio Boonmee che si ricorda le vite precedenti (Lung Bunmi raluek chat) (2010)
- Mekong Hotel (2012)
- Rak thi Khon Kaen (2015)
- Memoria (2021)

### Film a episodi
- Ten Years Thailand (2018)
- The Year of the Everlasting Storm (2021)

### Cortometraggi e videoarte
- Bullet (1993)
- 0116643225059 (1994)
- Kitchen and Bedroom (1994)
- Like the Relentless Fury of the Pounding Waves (1996)
- Rice Artist Michael Shaowanasai's Performance (1996)
- 100 Years of Thai Cinema (per il Thai Film Foundation, 1997)
- thirdworld (1998)
- The Lungara Eating Jell-O (per l'evento World Artists for Tibet, 1998)
- Windows (1999)
- Malee and the Boy (1999)
- Boys at Noon (2000)
- Boys at Noon / Girls at Night (2000)
- Haunted Houses Project: Thailand (per la Biennale di Istanbul, 2001)
- Secret Love Affair (per la città di Tirana) (2001)
- Narratives: Masumi Is a PC Operator / Fumiyo Is a Designer / I Was Sketching / Swan's Blood (2001)
- Second Love in Hong Kong, co-regista(2002)
- Golden Ship (per il Memlingmuseum, 2002)
- This and Million More Lights (2003)
- GRAF: Tong / Love Song / Tone (2004)
- It Is Possible That Only Your Heart Is Not Enough to Find You a True Love: True Love in Green / True Love in White (per la Biennale di Busan, 2004)
- Worldly Desires (per il Jeonju International Film Festival, 2004)
- Ghost of Asia, co-regista (per il progetto Tsunami Digital Short Films, 2005)
- Waterfall (per Solar Cinematic Art Gallery/Curtas Vila do Conde International Film Festival, 2006)
- Faith (per la Biennale di Liverpool, 2006)
- The Anthem (2006)
- Unknown Forces (2007)
- Luminous People (all'interno del film collettivo The State of the World, 2007)
- Because (2007)
- My Mother's Garden (per Christian Dior, 2007)
- Meteorites (per il film ad episodi Short Films for the King Bhumibol Adulyadej's 80th Birthday, 2007)
- The Palace (per il National Palace Museum, 2007)
- Emerald (2007)
- Vampire (per Louis Vuitton, 2008)
- Phantoms of Nabua  (per il Toronto International Film Festival, 2009)
- Ashes (2012)
- Sakda (Rousseau) (2012)
- Dilbar (per Sharjah Biennial, 2013)
- Fireworks (2014)
- Fever Room (per Kunstenfestival des Arts, 2016)